# Neerharen
Neerharen is een deelgemeente van Lanaken in de provincie Belgisch-Limburg, het was een zelfstandige gemeente tot aan de gemeentelijke herindeling van 1977. Het gehucht Herbricht behoort eveneens tot Neerharen.

## Etymologie
Het woord 'Haar' betekent: (zandige) heuvelrug, vergelijk: Haaren, Borgharen.

## Geschiedenis

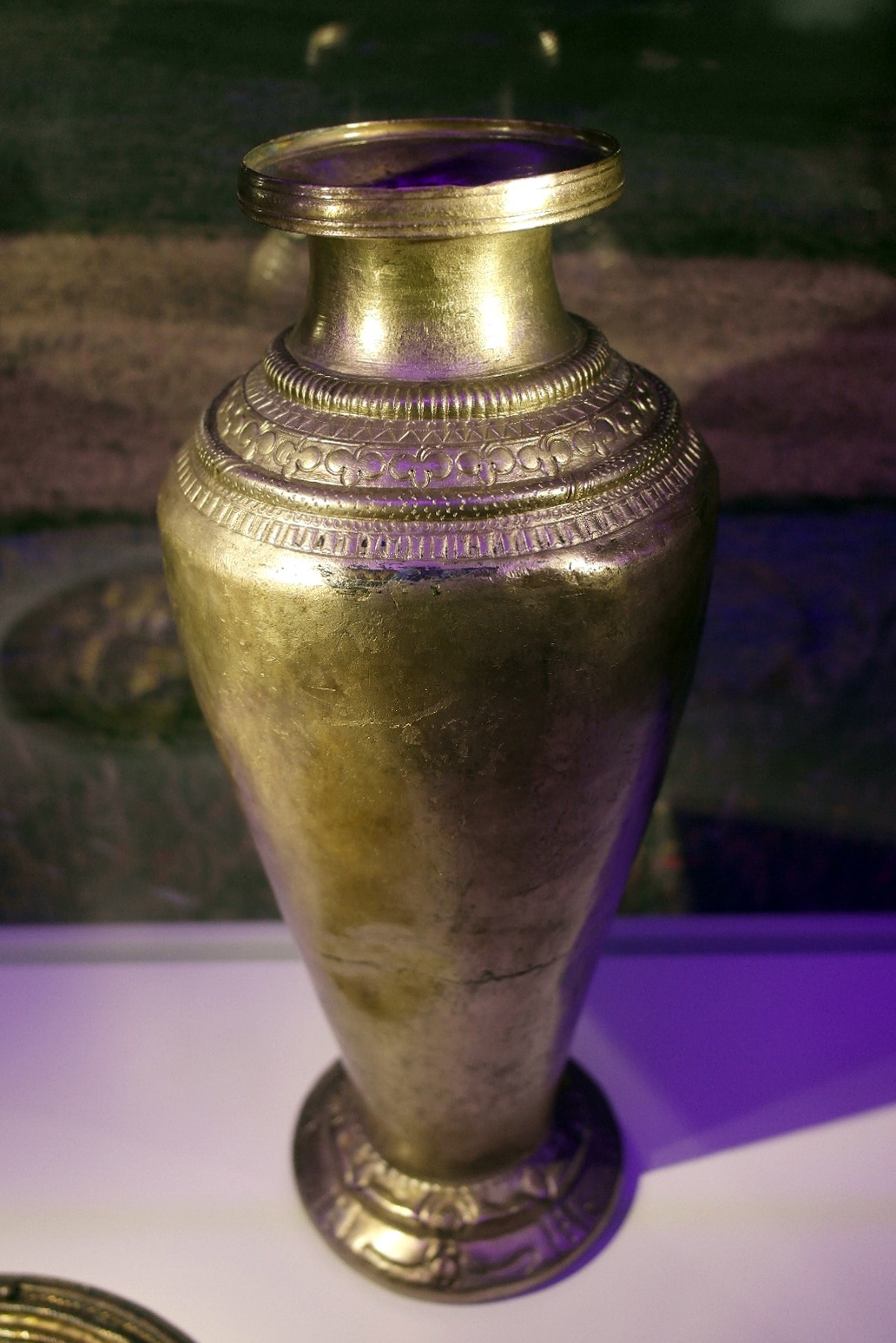
Zilveren amfoor (RMO, Leiden)

In Neerharen is een elitegraf van een vrouw en twee mannen uit de Hallstattcultuur gevonden. Ze werden gecremeerd aan het begin van de ijzertijd rond 825-800 v.Chr. en waren begraven met geplooide zwaarden en lanspunten.
Toen in 1828 de Zuid-Willemsvaart werd gegraven, kwam een zeer oude zilveren vaas (amfora) uit de Maas tevoorschijn, die tegenwoordig in het Rijksmuseum van Oudheden te Leiden wordt bewaard. Het object, waarschijnlijk afkomstig uit Zuid-Europa en daterend uit de periode vanaf 500 v.Chr, houdt de gemoederen al lang bezig, met name vanwege de geheimzinnige inscriptie met Latijnse en Griekse tekens, waarvan de betekenis nog steeds niet duidelijk is. De Romeinse heerbaan van Nijmegen naar Tongeren liep door Neerharen. Hier zijn belangrijke Romeinse overblijfselen gevonden, waaronder een Romeinse badinrichting thermen met hypocaustum, ongeveer uit het jaar 100 n.Chr.

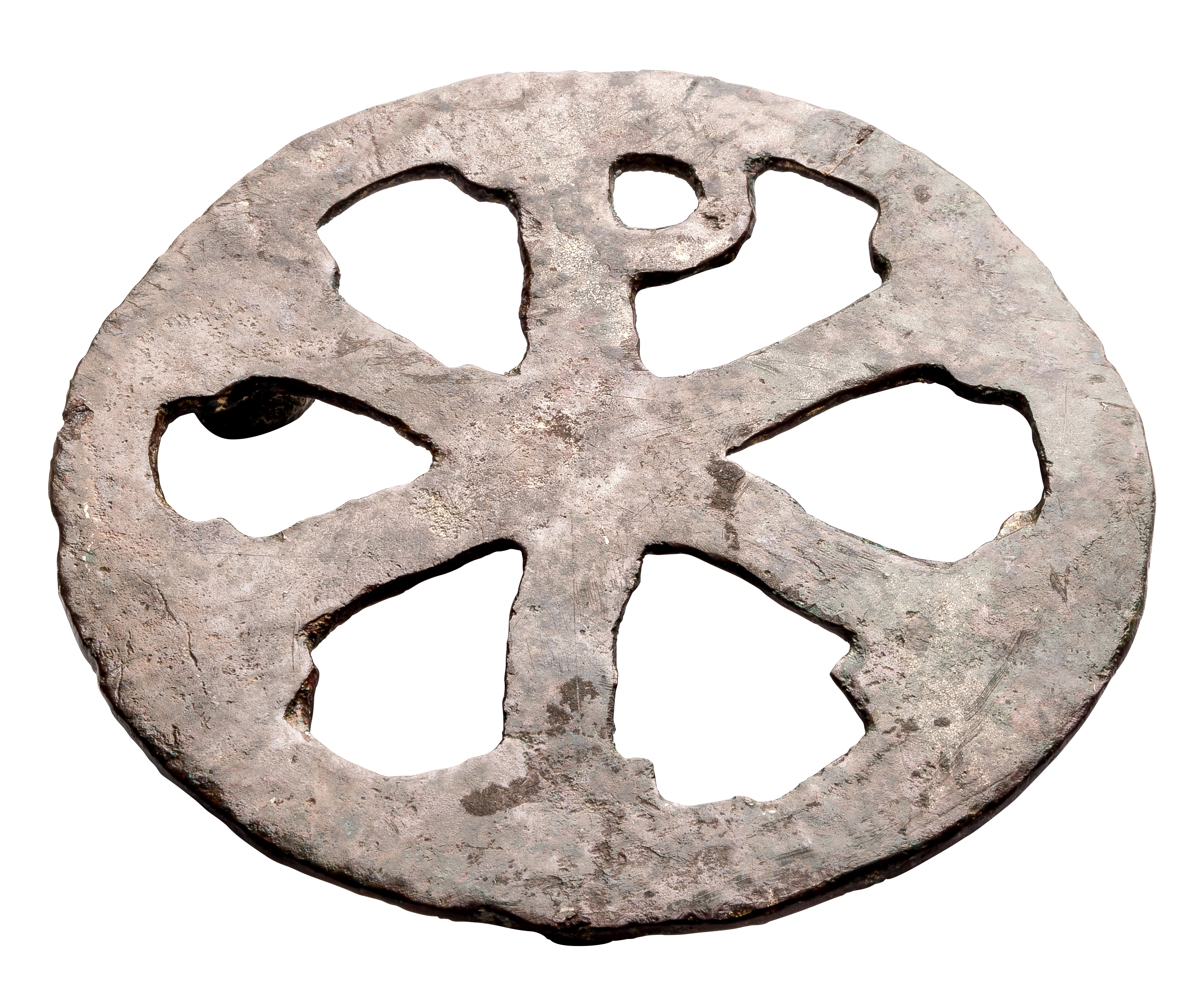
Romeins christogram in brons, gevonden in een Germaanse nederzetting in Neerharen, 375-450 n.Chr., Gallo-Romeins Museum (Tongeren)

Ook na de Romeinse Tijd bleef deze plaats doorlopend bewoond, getuige de vondst van, onder meer Frankische munten. Rond deze periode in de 6de eeuw is er ook een motte opgericht nabij de toen nog steeds bewoonde Romeinse villa. Het huidige Neerharen komt voort uit een Frankisch allodium dat in de loop van de 13e eeuw in handen kwam van het Graafschap Loon. Het had een eigen rechtbank, die onder een boom in de open lucht zitting hield. Deze gerechtslinde stond op de kruising van de Ladderstraat en Kasteelstraat.
Aan het eind van de middeleeuwen viel Neerharen onder de vrije rijksheerlijkheid Pietersheim. Achtereenvolgens 'regeerden' hier de families Van Pietersheim, Van Doenrade of Dobbelsteyn (1491), en Van Kerckem (1586). Zij bezaten er de lage en hoge justitie en konden dus de doodstraf opleggen aan hun onderdanen. Dit is mede oorzaak geweest van de golf aan heksenprocessen aan het eind van de zestiende eeuw. In 1708 werd Neerharen door de familie Van Kerckem verkocht aan de abdis van de Abdij van Hocht, Marie-Ursule de Minckwitz (1649-1719). De abdij kreeg hiermee 1/3 van het grondgebied van Neerharen in handen. De grafsteen van deze abdis staat tegen een muur op het kerkhof van Neerharen. Haar wapenschild maakt sinds 1990 deel uit van het wapenschild van Lanaken (rechtsboven: het stelt de watergolven van de Maas voor), waarin het symbool staat voor de deelgemeente Neerharen.
Neerharen kende een waterkasteel, dat reeds in de 13e eeuw werd vermeld. Mogelijk is de nederzetting ouder en identiek aan het kasteel Harbrucke (of Harburchum, dat voor het eerst vermeld werd in de achtste eeuw. Het speelde een rol tijdens de Tachtigjarige Oorlog, bij diverse belegeringen van Maastricht. In 1568 was hier het hoofdkwartier van Alva gevestigd en in 1632 van generaal Santa Cruz, opvolger van Ambrogio Spinola. Bij deze belegering nam Frederik Hendrik Maastricht in, en werd Neerharen platgebrand. Ook in 1707, tijdens de Spaanse Successieoorlog, werd Neerharen platgebrand en het kasteel verwoest. In 1708 was er sprake van een bouwval, maar de woning werd tot 1794 nog bewoond. Niet lang daarna moet het kasteel zijn gesloopt, maar tot midden 19e eeuw waren de ruïnes nog zichtbaar. De huidige Kasteelstraat, die in een bocht loopt, verwijst nog naar dit voormalig kasteel en was de oorspronkelijke weg naar het kasteel. Deze weg liep ook langs het Wiemiemeer, dat werd opgevuld met de uitgegraven gronden van het kanaal, waarbij ook de laatste resten van het kasteel verdwenen.
Het dorp zelf lag aan de Heerbaan, en de Dorpsstraat stond loodrecht daarop. In 1823 werd de weg van Maastricht naar Maaseik aangelegd en van 1824-1829 de Zuid-Willemsvaart. In 1934 volgde nog het Kanaal Briegden-Neerharen, dat de Zuid-Willemsvaart met het Albertkanaal verbindt. Hierbij werden ook een aantal huizen onteigend. Omdat er in de negentiende eeuw door de aanleg van de Zuid-Willemsvaart in het oosten geen uitbreidingsmogelijkheid meer was, ontwikkelde het dorp zich in een typische lintbebouwing in een noord-zuidrichting langs de nieuwe hoofdweg. Aan het begin van de 20e eeuw vestigde zich de eerste winkel (een suikerbakkerij) aan de toenmalige Heiderweg, de tegenwoordig Keelhoffstraat, dicht bij de Staatsbaan. Verdere uitbouw werd hier een kwart eeuw later gerealiseerd door onteigeningen. Uiteindelijk ontstond er na de Tweede Wereldoorlog ook nog een villawijk in het westen, waar zich onder meer vermogende Nederlanders vestigden. Deze wijk kreeg al snel de naam 'De Goudkust'. Eind 20ste eeuw volgde de bouw van 'de Paadjes' aan de Zuid-Willemsvaart, op oude landbouwgrond die bekend stond als het 'Galgenveld'. Op enkele kleine bedrijven na leeft het dorp van landbouw en toerisme, verder wonen er veel forensen.

## Toverijprocessen
Tussen 1580 en 1620 hadden in het Limburgse Maasland enige honderden processen plaats die gericht waren tegen 'heksen', personen die van kwaadwillige toverij werden verdacht. Uit de literatuur blijkt, dat er naar verhouding veel processen plaats vonden in vrije rijksheerlijkheden zoals Rekem en Pietersheim, waar veelal juridisch ongeschoolde machthebbers heer en meester waren. In het onder Pietersheim vallende Neerharen zijn omstreeks 1592, 1601 en in februari 1611 meerdere vrouwen wegens toverij ter dood veroordeeld en op het Galgenveld verbrand. Het kwam voor dat lokale processen werden veroorzaakt door wat er in aangrenzende jurisdicties was gebeurd of gebeurde. Omstreeks 1620 lijkt er een einde te zijn gekomen aan de Maaslandse toverijprocessen.

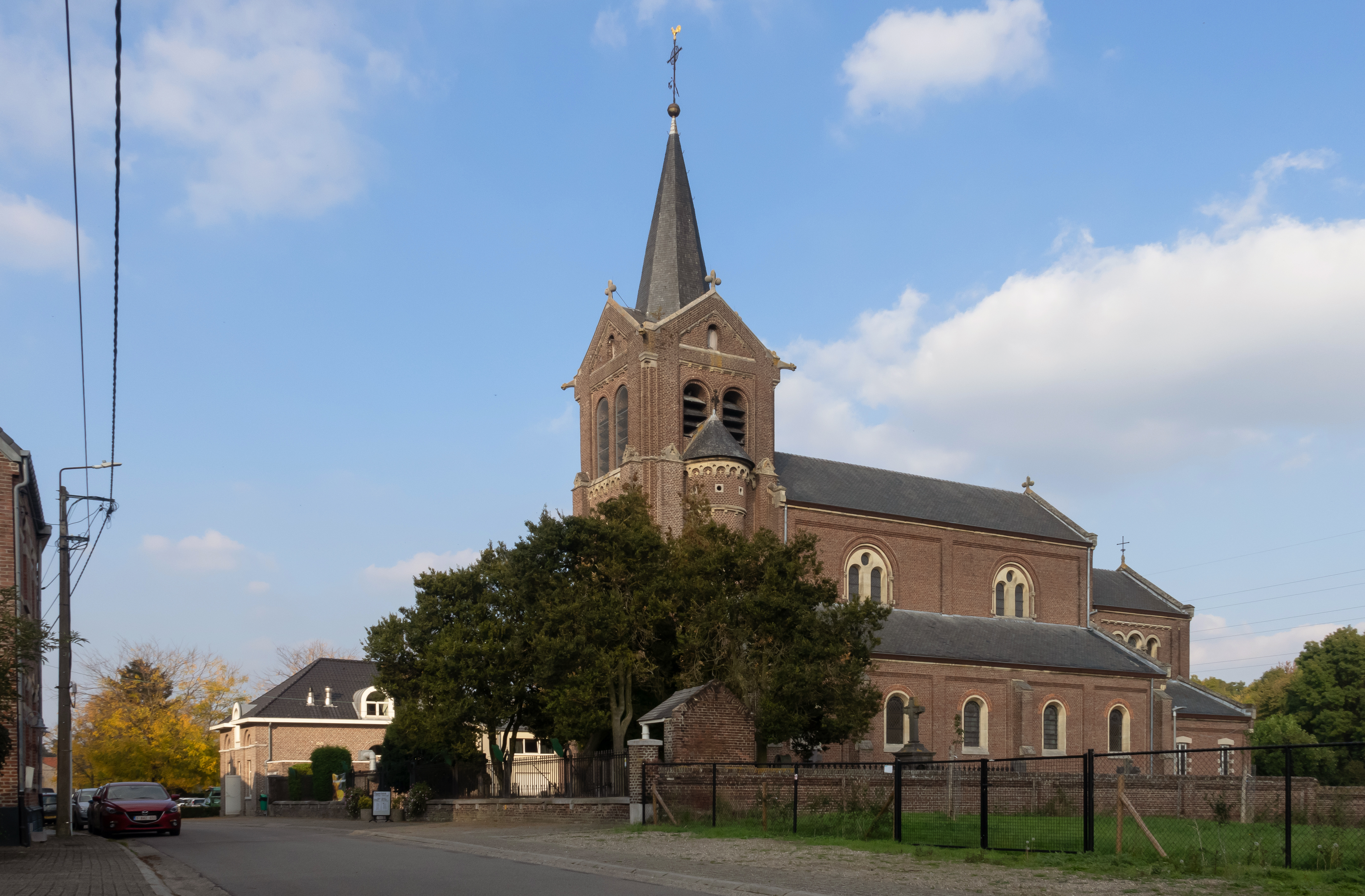
De Sint-Lambertuskerk

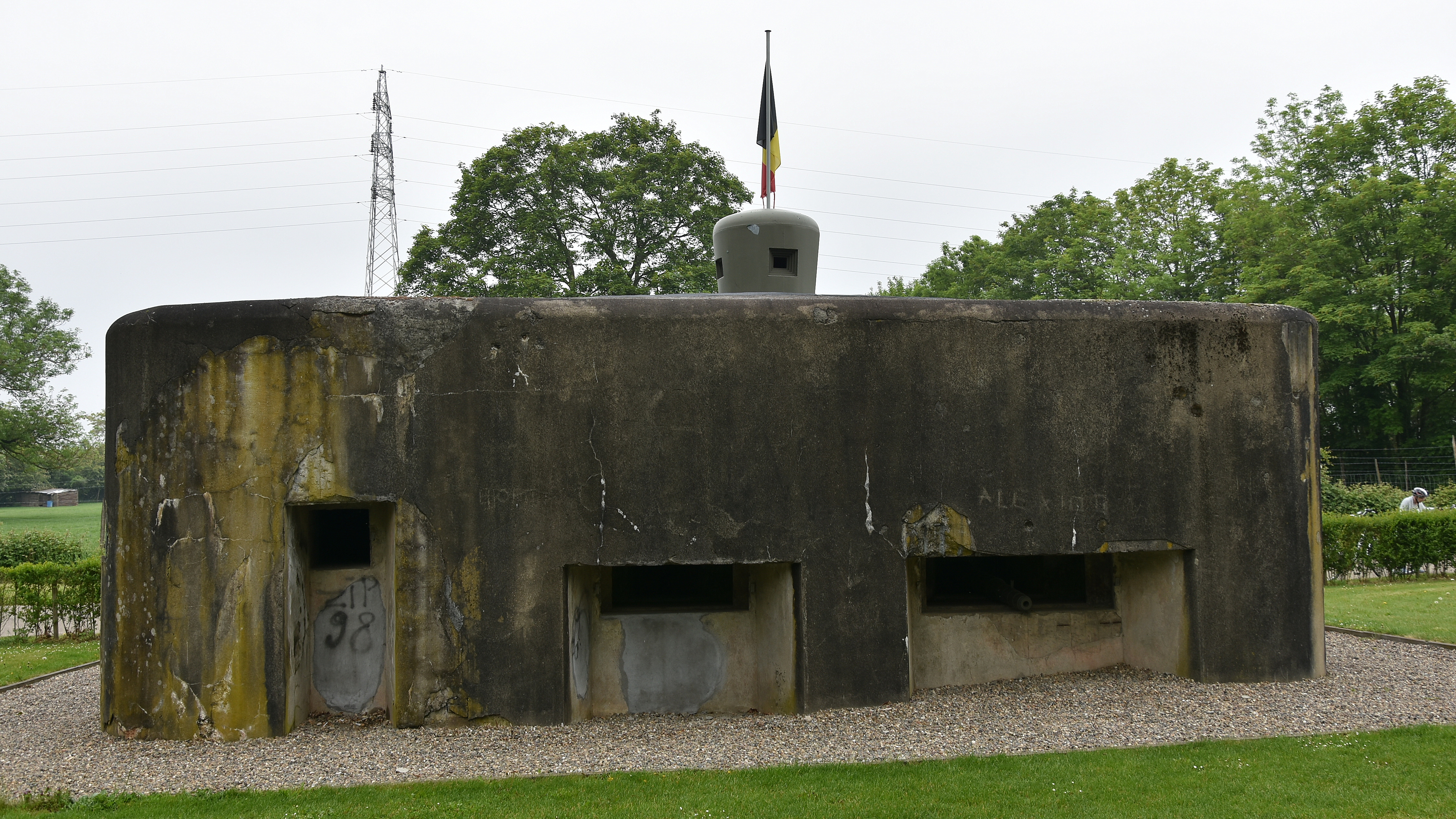
De antitankbunker 11

## Demografische ontwikkeling
- Bronnen:NIS, Opm:1831 tot en met 1970=volkstellingen; 1976 = inwoneraantal op 31 december

## Bezienswaardigheden
- Sint-Lambertuskerk, een neo-romaans bouwwerk uit 1875
- Antitankbunker 11

## Natuur en landschap
Neerharen ligt in de Maasvallei op een hoogte van ongeveer 45 meter, doch is van de Maas gescheiden door de Zuid-Willemsvaart. In de Maasuiterwaard ligt het natuurgebied Hochter Bampd. In het westen, aan de voet van de steilrand naar het Kempens Plateau, vindt men het natuurgebied Neerharerheide, een gebied van heiden en bossen.

## Dorpsdagen
In de loop van de jaren 1980 ontstond in de gemeente Lanaken het idee om 'Dorpsdagen' in te stellen. Dit initiatief kwam er na de fusie van Neerharen met Lanaken en was bedoeld om het samenhorigheidsgevoel binnen de gemeente en de woonkernen te vergroten. De Dorpsdagen vonden elk jaar in een ander kerkdorp van de gemeente plaats. In 1990 kreeg Neerharen voor het eerst de organisatie van de Dorpsdagen in handen. Als op een na kleinste kerkdorp was het een grote uitdaging om deze feesten te organiseren. Maar Neerharen pakte het meteen groots aan en organiseerde vijf plezierige dagen met een zeer uitgebreid programma. In 1998 mocht Neerharen voor de tweede maal de dagen organiseren en het werd wederom een groots succes. Ver buiten de dorpsgrenzen was men verbaasd over wat het dorp tot stand wist te brengen. De Dorpsdagen van Neerharen waren dan ook een voorbeeld voor de andere kerkdorpen van Lanaken. In 2005 werd er voor de derde maal vijf dagen gefeest en opnieuw werden het onvergetelijke dagen. Honderden vrijwilligers, duizenden bezoekers, een rijk gevuld programma... Dit kreeg men in geen enkel ander dorp klaar. Na de Dorpsdagen in 2006 en 2007, die respectievelijk door Gellik en Lanaken-centrum werden georganiseerd, besloot het gemeentebestuur om de Dorpsdagen af te schaffen. In de andere kerkdorpen sloeg het concept niet aan. Alle kerkdorpen van Groot-Lanaken stemden hiermee in, behalve Neerharen. Het kleine Maasdorp besloot in 2012 op eigen gelegenheid voor de vierde keer en als enig Lanakens kerkdorp nieuwe Dorpsdagen te organiseren.

## Volkslied - Lied van Neerharen
Tussen 't groen verscholen in de Maasvallei,

ligt er een lief dorpje als een schilderij.

Geen plek op de wereld is voor ons zo schoon,

bij de fusiedorpen spant ons dorp de kroon.
Hoe schoon is ons dorpje, al is het maar klein,

geen dorp kan er scho-oner dan Neerharen zijn.

Hoe schoon is ons dorpje, wij houden ervan,

en willen er wo-onen zolang als het kan.
Uit het ver verleden vond men nog terug,

de vermaarde zilv'ren vaas, aan d'ophaalbrug.

Het uniek retabel, veilig nu bewaard,

in ons stemmig kerkje, is 't bezoeken waard.
Hoe schoon is ons dorpje, al is het maar klein,

geen dorp kan er scho-oner dan Neerharen zijn.

Hoe schoon is ons dorpje, wij houden ervan,

en willen er wo-onen zolang als het kan.
Vroeger was ons dorpje zelfs een heerlijkheid,

menig oude grafsteen herinnert aan die tijd.

Namen als Van Kerckem, Keelhoff, Dobbelsteyn,

zullen aan ons dorp altijd verbonden zijn.
Hoe schoon is ons dorpje, al is het maar klein,

geen dorp kan er scho-oner dan Neerharen zijn.

Hoe schoon is ons dorpje, wij houden ervan,

en willen er wo-onen zolang als het kan.

## Geboren en/of woonachtig (geweest) in Neerharen
- Frans Keelhoff (1820-1893), schilder.
- Wilco Kelderman, Nederlands wielrenner

## Nabijgelegen kernen
Rekem, Lanaken, Smeermaas, Uikhoven